# جايسون بلامر (رجل أعمال)
جايسون بلامر (بالإنجليزية: Jason Plummer)‏ هو شخصية أعمال أمريكي، ولد في 3 يونيو 1982 في إدوردسفيل في الولايات المتحدة.